# Montgomery (Massachusetts)
Montgomery é uma vila localizada no condado de Hampden no estado estadounidense de Massachusetts. No Censo de 2010 tinha uma população de 838 habitantes e uma densidade populacional de 21,23 pessoas por km².

## Geografia
Montgomery encontra-se localizado nas coordenadas 42° 13′ 14″ N, 72° 50′ 07″ O. Segundo o Departamento do Censo dos Estados Unidos, Montgomery tem uma superfície total de 39.48 km², da qual 39.17 km² correspondem a terra firme e (0.77%) 0.31 km² é água.

## Demografia
Segundo o censo de 2010, tinha 838 pessoas residindo em Montgomery. A densidade populacional era de 21,23 hab./km². Dos 838 habitantes, Montgomery estava composto pelo 97.02% brancos, o 0% eram afroamericanos, o 0.72% eram amerindios, o 0.36% eram asiáticos, o 0% eram insulares do Pacífico, o 0.12% eram de outras raças e o 1.79% pertenciam a duas ou mais raças. Do total da população o 1.19% eram hispanos ou latinos de qualquer raça.